# Goniothalamus leiocarpus
Goniothalamus leiocarpus este o specie de plante din genul Goniothalamus, familia Annonaceae. A fost descrisă pentru prima dată de Wen Tsai Wang, și a primit numele actual de la Ping Tao Li. Conform Catalogue of Life specia Goniothalamus leiocarpus nu are subspecii cunoscute.